# زلامطة
زلامطة بلدية تابعة لدائرة الهاشم ولاية معسكر تقع في شرق الولاية يقطنها حوالي 7379 نسمة.